# Charlotte Dipanda
Pour les articles homonymes, voir Dipanda.
Charlotte Dipanda, née le 18 juillet 1985 à Yaoundé, est une chanteuse, musicienne et auteure-compositrice camerounaise qui a aussi des qualités de guitariste. Elle a à son actif cinq albums dont le dernier intitulé Cd est sorti en février 2021.

## Biographie
Charlotte Dipanda naît à Yaoundé, la capitale politique du Cameroun en 1985, dans une famille d'artistes où le chant et les instruments n'ont de secret pour personne. Elle a grandi avec sa grand-mère qui l'a élevée et lui a tout appris, après le départ de sa mère génitrice pour les États-Unis. Charlotte Dipanda passe son enfance et sa jeunesse en grande partie entre Yaoundé où elle est née, Douala où vivait sa grand-mère et Mbouda dans la région de l'Ouest du Cameroun, chez l'un de ses oncles.
Elle poursuit ses études avec succès. Très fan de musique, elle commence à chanter dans des cabarets à l'âge de 15 ans. Elle se voit donc obligée d'alterner au quotidien entre les cabarets où elle chantait jusque tard dans la nuit et finissait même parfois aux environs de 03h du matin et le lycée où elle devait se rendre chaque matin avant 7h30. S'étant rendue compte à un moment donné qu'il lui était impossible de continuer avec ce rythme, la jeune élève alors en classe de seconde quitte le lycée pour se consacrer en plein temps à la musique.
Elle commence sa carrière comme choriste. En 2001, elle enregistre avec Jeannot Hens, son premier parrain, un guitariste camerounais et par ricochet aussi ami des jeunes rapeurs avec lesquels elle avait formé un groupe. Jeannot Hens et Charlotte Dipanda se découvrent une complicité musicale immédiate et la collaboration entre les deux artistes est très vite concrétisée au travers de l'album qu'ils enregistrent ensemble et qui sort en 2001.

### Carrière musicale

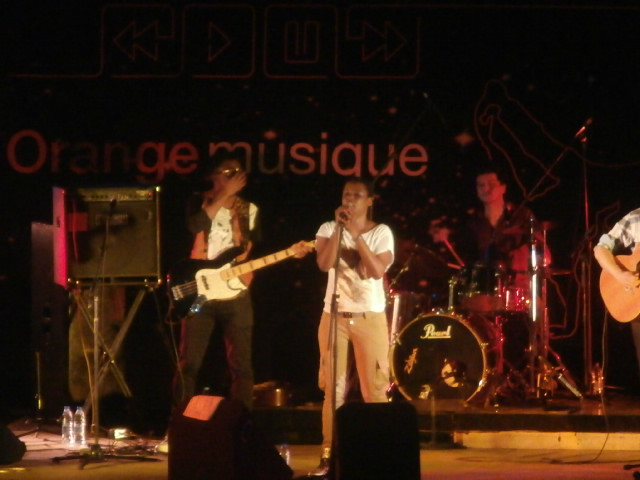
Charlotte Dipanda aux Palais des sports de Yaoundé en 2013.

Elle s'installe ensuite à Paris. Afin de se perfectionner, d'apprendre davantage et d'élargir les horizons, elle décide de s'inscrire à l'Institut art culture perception (IACP) de Paris, où elle prend des cours de solfège, de piano et de chant. Dès son arrivée à Paris, elle contacte de nouveau Lokua Kanza, qui y est aussi installé, question d'avoir des repères. Ce dernier va la recommander à Papa Wemba, autre grande icône de la musique congolaise, qui à l'époque, travaillait sur son album Bakala dia kuba en collaboration avec Lokua. C'est justement un duo enregistré avec Papa Wemba dans le cadre de cet album qui marquera le tout premier travail de la jeune chanteuse à Paris. Elle fait les chœurs pour Papa Wemba, Manu Dibango, Idrissa Diop, Rokia Traoré et Axelle Red,, et a l'honneur de faire la première scène d'Ana Moura, grande chanteuse portugaise de fado. Elle intègre par la suite la chorale Gospel pour 100 voix, ce qui lui permet de faire ce qu'elle aime et de le mettre au service de Dieu, car elle est une fervente croyante de religion chrétienne.
Mais en 2008, elle décide d'enregistrer des textes qu'elle avait commencé à écrire depuis 2005 et qu'elle avait pu rassembler en album, son tout premier album solo, intitulé Mispa et réalisé par Guy Nsangué,, connu de par ses collaborations multiples, notamment avec le groupe Kassav. Remplissant parfaitement son rôle de réalisateur, il a su comprendre l’univers acoustique qu’affectionne la jeune femme et donner à l’ensemble une jolie cohérence. Penchant par moments du côté du makossa en passant par l'afrobeat. Mispa est une dédicace, un hommage à titre posthume à sa grand-mère dont l'album porte d'ailleurs le nom. La chanteuse effectue une tournée Camerounaise, le Mboa Tour, et se produit également en France.
En 2012, Charlotte Dipanda met sur le marché son deuxième album solo intitulé Dube L'am, auquel Toto Guillaume participe à l'enregistrement. Cet album voit intervenir la même équipe, avec bien évidemment Guy Nsangué à la réalisation. Sans rien changer de son staff dont l'une des pièces maitresses est le guitariste français Julien Pestre, on note sur la pochette de l'album des collaborations avec des instrumentistes de talent tels le guitariste et chanteur congolais Olivier Tshimanga, le chanteur et guitariste congolais Lokua Kanza, bassiste camerounais, Richard Bona, le chanteur antillais, leader du groupe Kassav, Jacob Desvarieux, et enfin la participation de Coco Mbassi, une autre artiste camerounaises. Sur les mêmes airs que Mispa, Dube L'am, qui signifie « ma foi », est un ensemble de 14 titres, en langues douala, bakaka et française et qui traduisent les convictions de Charlotte Dipanda, sa foi en Dieu, en la vie et en son pays, le Cameroun, ainsi que toutes ces choses auxquelles elle croit, cette naïveté qu'elle a de toujours voir le meilleur en l'autre. Le disque comprend aussi des duos avec Richard Bona et Jacob Desvarieux,, des rencontres qu'elle n'aurait jamais osé espérer et dont elle garde toutefois de très beaux souvenirs. Elle rentre au Cameroun présenter cet album et décide de servir ses fans à domicile à travers son Campus Tour qu'elle effectuera dans toutes les régions du pays, notamment dans toutes les villes estudiantines.
Trois ans après, l'artiste revient en 2015 avec un troisième album, Massa, avec un mélange de jazz, d'acoustique, de makossa-soft et d'afrobeate. Composé de 10 titres, cet album, qui a été en partie inspiré par l'expérience du Campus Tour en 2012, est aussi de par ses mélodies un hommage à l'icône cap-verdienne Cesária Évora, et pourrait même être selon la chanteuse un début de lien entre la musique camerounaise et la musique cap-verdienne qu'elle apprécie beaucoup. Pour ce nouveau projet, l’ouverture vers son continent natal et les cultures qui en sont issues se reflète dans le choix de ses collaborateurs : le cap-verdien “Nando” (Fernando Andrade) qui a longtemps travaillé pour Cesária Évora, les guitaristes Hervé Samb du Sénégal et Olivier Tshimanga du Congo ou encore le percussionniste brésilien Zé Luis Nascimento. Partenaire de longue date, le bassiste Guy Nsangué se charge de traduire les envies artistiques de Charlotte Dipanda en tant que réalisateur. Pour marquer la différence dans sa manière de procéder, cet album qui est sorti le 5 février 2015, a été présenté en concert à la Cigale de Paris le 8 mars à l'occasion de la Journée internationale de la femme. Au Cameroun, la présentation de l'album a eu tour à tour lieu à travers des concerts à Douala (Castel Hall) le 10 avril, et à Yaoundé (Palais des sports de Warda) le 11 avril 2015. Pour terminer la longue série de concerts qui a accompagné son album Massa, elle a réalisé un concert le 10 septembre 2016 à L'Olympia de Paris.
En 2016-2017, elle est jury dans The Voice Afrique francophone.
En 2018, elle sort un nouvel album intitulé Un jour dans ma vie. Elle donne des concerts à Douala et Yaoundé à l'occasion de la célébration de ses 10 ans de carrière solo et la sortie de Un Jour Dans Ma Vie et le 15 septembre de la même année, elle se produira au Grand Rex de Paris.

### Vie privée
Elle est mariée à Fernand Lopez, professionnel d'art martial mixte camerouno-français et entraineur de MMA depuis le 21 décembre 2022,. Elle publie une vidéo sur sa page Facebook.Elle a un fils né d’une précédente union.

## Style musical et influences
La musique de Charlotte Dipanda est un travail de mixité et d'interculturalité. Au vu de ses nombreuses collaborations et de ses envies, il n'est donc pas étonnant de voir cette chanteuse se balader associant plusieurs styles musicaux et ce dans trois langues différentes. Ses compositions comprennent des rythmes traditionnels africains, et principalement ceux de son pays natal. Ainsi, on peut l'écouter sur des airs de Makossa, et aussi (très souvent en concert) de Bikutsi, de Ben-skin. Elle chante dans sa langue maternelle, le bakaka, un dialecte de Nkongsamba dans le Moungo, ainsi qu'en français et en douala.
Ses chansons reflètent bien l'influence qu'elle a eu depuis sa jeunesse des artistes qui l'ont marquée, tels que, Cesária Évora, Toto Guillaume et Bébé Manga. Aussi, de par les thèmes qu'elle aborde, on note l'influence de l'environnement socio-culturel dans lequel elle a grandi : l'amour, la haine, la jalousie, la douleur, le retour aux sources, la vie, la mort, la foi. Enfin, on observe aussi dans ses albums la présence très forte de sa grand-mère dont elle ne saurait se séparer. Cette grand-mère/mère là qui est sa véritable source d'inspiration, se trouve au centre de titres dont le dernier en date, sorti en single avant l'album, est Elle n'a pas vu, paru dans son dernier album Massa.

## Discographie

### Albums
- 2001 : Jeannot Hens et Charlotte Dipanda
- 2008 : Mispa : Charlotte Dipanda (auteure, compositrice, voix) ; Guy Nsangué (direction musicale, arrangeur, basse)
  1. Bwel ;
  2. To Be Nde Na ;
  3. Bassam;
  4. Ndutu Ndema ;
  5. Longue ;
  6. Ala Wone ;
  7. Elle ;
  8. Eyaya ;
  9. Mispa ;
  10. Ndando ;
  11. Mbebi ;
  12. Encore Une Fois
- 2012 : Dube L'am : Charlotte Dipanda (auteure, compositrice, voix) ; Guy Nsangué (direction musicale, arrangeur, basse) ; Richard Bona (voix) ; Jacob Desvarieux (voix) ; Lokua Kanza (auteur); Coco Mbassi (auteur)
  1. Toma me
  2. Coucou
  3. Bodimbea (feat. Richard Bona)
  4. Kumbe elolo
  5. Mouane diob
  6. Soma loba
  7. Na nde
  8. We nde ndja (feat. Jacob Desvarieux)
  9. Sona ndolo
  10. Mukusa
  11. Maria
  12. Mot a idika
  13. Mboa
  14. Mouanyang
- 2015: Massa : Charlotte Dipanda (auteure, compositrice, voix) ; Guy Nsangué (direction musicale, arrangeur, basse)
  1. Ndolo Bukatè (Un peu d'amour)
  2. Aléa Mba (Soutiens-moi)
  3. Laka Mba (Pardonnez-moi)
  4. Massa (Introspection)
  5. Elle n'a pas vu
  6. Na Bia Tè (Si je savais)
  7. Amore (Audio)
  8. Alanè Mba (Emmène-moi)
  9. Kénè So (Aller de l'avant)
  10. Lena (Fille du Sahel)
- 2018 : Un Jour Dans Ma Vie : Charlotte Dipanda (auteure, compositrice, voix) ; Guy Nsangué (arrangeur, direction musicale) ; Yemi Alade (voix) ; Sallè John (voix)
  1. Un Jour Dans Ma Vie
  2. Wei
  3. Sista (feat Yemi Alade)
  4. Muna
  5. A Ndolo
  6. Nos Cahiers
  7. Sa Ngando
  8. Ewola Mudi
  9. Duméa (feat Sallè John)
- 2021: CD: Charlotte Dipanda (auteure, compositrice, voix); Singuila (voix)

1. Father
2. Cœur en cage (feat. Singuila)
3. Madiba
4. L'ombre d'une autre
5. Ndolo na
6. L'appel
7. Mama
8. Bayam sellam
9. Quand tu n'es pas là
10. Nos cahiers

### Singles
- 2023: King na Queen
- 2023: on s'en fout
- 2024: Héritage

### Collaborations
- 2000 : Na monguele wa, avec Big Bzy
- 2001 : Ndando, avec Jeannot Hens
- 2001 : Longuè, avec Jeannot Hens
- 2001 : Nje mo linguissē oa, avec Jeannot Hens
- 2004 : J'en ai Marre, avec Koppo
- 2012 : Bodimbéa, avec Richard Bona
- 2012 : Wé ndé ndja, avec Jacob Desvarieux
- 2013 : Di menguélé oa, avec Manuel Wandji
- 2014 : Je me souviens de son visage, avec Éric Virgal
- 2018 : Sista, avec Yemi Alade
- 2019 : A jamais, avec Mr Shyne
- 2021: Mon amour, avec Koffi Olomidé
- 2022: Garde du Coeur, avec Fally ipupa
- 2023 : Closer de Salatiel

### Prix et récompenses
- 2012 : Canal 2'Or, catégorie "Meilleure artiste féminin de l'année" (Cameroun)
- 2017: Canal 2'Or, catégorie "Artiste ou groupe de musique World" (Cameroun)
- 2019: Canal 2'Or, catégorie "Artiste ou groupe de musique World" (Cameroun)

### Autres projets
- Charlotte Dipanda sur Commons